# Vrijheid van gedachte
Vrijheid van gedachte (met raakvlakken aan vrijheid van geweten waarbij ze niet hetzelfde zijn), is de politieke vrijheid van een individu om een eigen gedachte of standpunt te hebben of te overwegen, dat losstaat van wat anderen denken.
Vrijheid van gedachte dient niet te worden verward met vrijheid van meningsuiting. Net als andere vrijheden, zoals godsdienstvrijheid, is vrijheid van gedachte een belangrijk concept in een democratische gemeenschap, en van de internationale mensenrechten. In de Universele verklaring van de rechten van de mens wordt Vrijheid van gedachte gedefinieerd onder artikel 18:

Een ieder heeft recht op vrijheid van gedachte, geweten en godsdienst;dit recht omvat tevens de vrijheid om van godsdienst of overtuiging te veranderen, alsmede de vrijheid hetzij alleen, hetzij met anderen zowel in het openbaar als in zijn particuliere leven zijn godsdienst of overtuiging te belijden door het onderwijzen ervan, door de praktische toepassing, door eredienst en de inachtneming van de geboden en voorschriften.
— Artikel 18 van de Universele verklaring van de rechten van de mens.

Vrijheid van gedachte is in tegenstelling tot andere politieke vrijheden lastig aan banden te leggen, daar het onmogelijk is met zekerheid te zeggen wat iemand nu werkelijk denkt. Een bekend voorbeeld hiervan dateert uit de late 16e eeuw, toen koningin Elizabeth I van Engeland een wet die censuur op vrijheid van gedachte mogelijk moest maken nietig verklaarde, omdat volgens Francis Bacon ze “geen inzicht had in de zielen en geheime gedachtes van mensen”. Vrijheid van gedachte kan echter wel worden ontmoedigd door bijvoorbeeld vrijheid van meningsuiting te verbieden, zodat men de eigen gedachten niet met anderen kan delen. Bekende voorbeelden zijn propaganda, boekverbrandingen en het ontoegankelijk maken van internet.